# قشلاق (جلفا)
قشلاق یکی از روستاهای استان آذربایجان شرقی است که در دهستان ارسی بخش مرکزی شهرستان جلفا واقع شده‌است.این روستا ۶۷۴ نفر جمعیت دارد.